# NGC 5028
NGC 5028 is een elliptisch sterrenstelsel in het sterrenbeeld Maagd. Het hemelobject werd op 12 mei 1882 ontdekt door de Duitse astronoom Ernst Wilhelm Leberecht Tempel.

## Synoniemen
- NGC 5028
- MCG -2-34-11
- NPM1G -12.0448
- PGC 45976